# غييرمو دياز (ممثل)
غييرمو دياز (بالإنجليزية: Guillermo Díaz)‏ مواليد 22 مارس 1975 في مانهاتن، الولايات المتحدة، هو ممثل أمريكي بدأ مسيرته الفنية سنة 1994.

## الأعمال

### أفلام
- ذا ترمينال (2004)
- جزارة (2009) (بدور: أوين غيغر)
- كبار رجال الشرطة (2010)

### مسلسلات
| السنة | العمل                                  | الدور           |
| ----- | -------------------------------------- | --------------- |
| 1995  | إي آر                                  | خورخي           |
| 1999  | آل سوبرانو                             |                 |
| 2000  | ممسوس بملاك                            |                 |
| 2004  | الدرع                                  |                 |
| 2004  | دون أثر                                | كارلوس غونزاليس |
| 2007  | ويدز                                   | غييرمو          |
| 2008  | عقول إجرامية                           |                 |
| 2011  | توش.0                                  |                 |
| 2012  | القانون والنظام: الوحدة الخاصة للضحايا | عمر بينيا       |
| 2012  | فضيحة                                  | هوك             |
| 2016  | فتيات                                  |                 |

## روابط خارجية
- غييرمو دياز على موقع IMDb (الإنجليزية)
- غييرمو دياز على موقع أول موفي (الإنجليزية)
- غييرمو دياز على موقع قاعدة بيانات الأفلام السويدية (السويدية)
- غييرمو دياز على موقع قاعدة بيانات الفيلم (الإنجليزية)